# Whodini
Whodini é um grupo de rap e hip-hop americano da cidade do Brooklin, Nova York formado por Jalil Hutchins, John "Ecstasy" Fletcher, Drew "Grandmaster Dee" Carter o grupo fez muito sucesso nos anos 80.

## Discografia

### Álbuns
- Whodini (1983)
- Escape (1984)
- Back in Black (1986)
- Open Sesame (1987)
- Bag-a-Trix (1991)
- Six (1996)

### Singles
- Magic Wand (1983)
- The Haunted House Of Rock (1983)
- Friends/Five Minutes Of Fun (1984)
- Freaks Come Out At Night (1985)
- Big Mouth (1985)
- Escape (I Need A Break) (1985)
- Funky Beat (1986)
- Funky Beat (Remix)/Whodini Megamix (1986)
- One Love (1986)
- Growing Up (1986)
- Be Yourself (1987)
- Freaks (1991)
- Judy (1991)
- Keep Running Back (1996)